# 앤서니 해밀턴 (음악가)
앤서니 코넬리어스 해밀턴(Anthony Cornelius Hamilton, 1971년 1월 28일 ~ )은 미국의 가수이다. 두번째 정규 음반 Comin' from Where I'm From으로 플래티넘 판매량으로 명성을 얻었다. 이 앨범의 싱글 "Comin' from Where I'm From", "Charlene" 또한 인기를 끌었다.